# Oulahlou
Oulahlou (en cabilio Ulaḥlu), aunque su verdadero nombre era Abderrahman Lahlou, nacido el 9 de agosto de 1963 a Ighil Ali, en Argelia, es un cantautor argelino  en lengua cabilia.

## Biografía
Oulahlou nace el 9 de agosto de 1963 a Takorabt, un pueblo del municipio de Ighil Ali, en la wilaya de Bugía, Cabilia. Siguió estudios superiores en la Universidad de Constantina donde obtuvo un diploma en psicología.
Se da a conocer con sus canciones comprometidas, como Pouvoir assassin , Arraw n Tlelli y Ulac smaḥ ulac  ( « nada de  perdón » en cabilio) que fueron ampliamente utilizadas por los manifestantes de la Primavera negra de Cabilia en 2001.
En sus canciones, Oulahlou denuncia la corrupción y el autoritarismo, reivindica la libertad para su pueblo y el reconocimiento de los valores identitarios de Cabilia, así como el reconocimiento de la lengua tamazight como lengua oficial.
Desde 2010 , su lucha ha cambiado claramente de aspecto migrando directamente hacia la reivindicación de la independencia para  Cabilia en sus canciones, siendo un artista muy cercano de Ferhat Mehenni (Fundador del MAK), Oulahlou fue uno de los primeros artistas cabilios en unirse a este movimiento .

## Discografía
| 1998: Itbiren |
| --- |
| 1. Iha Iha 2. Lilca 3. Amaziɣ 4. Itbiren 5. Assekrem 6. Tagmarin 7. L'étranger 8. Suzanna 9. Alawliya 10. Uccen d-waydi 11. Tilelli |

| 1999: Si 1954 ar 1999                                                       |
| --------------------------------------------------------------------------- |
| 1. Tibekkitt 2. L'Australie 3. Wardia 4. Jidda 5. Lebhar 6. Si 1954 ar 1999 |

| 2000: Uccen d weydi |
| ------------------- |
|                     |

| 2001: Pouvoir assassin                                                          |
| ------------------------------------------------------------------------------- |
| 1. Uplalac 2. Tafsut umaziɣ 3. La Kabylie 4. Sirta 5. Mumuh 6. Pouvoir Assassin |

| 2002: Ulac Smah Ulac                                                                                |
| --------------------------------------------------------------------------------------------------- |
| 1. En général / Afertetu 2. Izimer 3. Ben Xaden 4. Ur kem ttuɣ ara 5. Kamel Amsal 6. Ulac Smah Ulac |

| 2005: Azul al París |
| --- |
| 1. Achnaf 2. Ahwawi 3. Amnetri 4. A tin i hemmleɣ 5. Azul al Paris 6. Gulleɣ 7. Ifrax 8. Lɛid 9. Là d'ou je viens 10. Lafɛa 11. Macahu 12. Tey s naɛnaɛ |

| 2006: Arraw n Tlleli |
| --- |
| 1. Arraw n Tlelli 2. Hotel California 3. Izem Ttagzalt 4. Marguerite 5. Tasumta 6. Tibexsisin 7. Marguerite (instrumental) 8. Zux zux |

| 2008: Hemmleɣ kem |
| --- |
| 1. Vive la liberté 2. Hemmleɣ kem 3. Iɣuraf 4. La paix dans l’âme 5. Ma boheme 6. Tasaɛdit 7. T’en vas pas 8. Essek akin 9. Tidett 10. Imi d kem 11. Kem Dihin 12. Tmektayaɣ-d |

| 2010: Slilwan                                                             |
| ------------------------------------------------------------------------- |
| 1. Viva L'Algérie 2. Fadma At Mensour 3. Mass Sarko 4. Silence 5. Slilwan |

| 2012: Zenga zenga                                                                                                   |
| --- |
| 1. Zenga Zenga 2. Taflukt 3. Tesderwec-d iyi 4. Iflissen 5. Tagazit 6. Awen ehkuɣ 7. Avoyou 8. Atwaliɣ 9. Zizi Hcen |

| 2014: Times d wurar |
| --- |
| 1. Voti Voti 2. Times d wurar 3. Ijadarmiyen 4. Turac n tayri 5. Ihizi 6. Taqsit n sidna Moussa 7. Ldi yid ul-im 8. Di Barbes |